# Richard Møller Nielsen
Richard Møller Nielsen (Odense, 19 de agosto de 1937 — 13 de fevereiro de 2014) foi um futebolista e treinador dinamarquês.

## Carreira
Celebrizou-se ao treinar a Seleção Dinamarquesa no surpreendente título da Eurocopa 1992, na qual os nórdicos entraram como convidados (ocupando a vaga da Iugoslávia, banida pela FIFA devido às guerras civis) e sem a principal estrela do país, Michael Laudrup - astro do Barcelona, onde naquela temporada fora campeão da Copa dos Campeões da UEFA e do campeonato espanhol -, com quem ele se desentendera.
Três anos depois, ele também faturou a Copa Rei Fahd, torneio que originou a Copa das Confederações. Entretanto, após um desempenho aquém do esperado na Eurocopa 1996, acabou demitido. Após toda uma carreira restrita ao futebol dinamarquês, naquele ano foi chamado para treinar outra seleção escandinava, a da Finlândia, nela ficando até 1999. Treinou ainda Israel em seguida, retornando em 2002 ao seu país, como técnico do pequeno Kolding, a última equipe que treinaria.

## Títulos
OB
- Campeonato Dinamarquês de Futebol: 1977, 1982
- Copa da Dinamarca: 1983

Dinamarca
- Eurocopa: 1992
- Copa das Confederações: 1995

### Individual
- Treinador Mundial de Futebol do Ano 1992
- Treinador do Ano Europeu - Prêmio Sepp Herberger : 1992